# Campeonato Mundial de Tiro con Arco al Aire Libre de 2011
El XLVI Campeonato Mundial de Tiro con Arco al Aire Libre se celebró en Turín (Italia) entre el 3 y el 10 de julio de 2011 bajo la organización de la Federación Internacional de Tiro con Arco (FITA) y la Federación Italiana de Tiro con Arco.
Las competiciones se realizaron en dos sitios de la capital piamontesa que fueron especialmente acondicionados para el evento:
- Esplanada del palacete de caza de Stupinigi – fase de clasificación
- Plaza del Castillo – rondas finales

## Medallistas

### Masculino
| Evento                            | Oro                                                          | Plata                                                        | Bronce                                                          |
| --------------------------------- | ------------------------------------------------------------ | ------------------------------------------------------------ | --------------------------------------------------------------- |
| Arco recurvo individual (10.07)   | Kim Woo-Jin Corea del Sur                                    | Oh Jin-Hyek Corea del Sur                                    | Brady Ellison Estados Unidos                                    |
| Arco recurvo por equipo (10.07)   | Kim Woo-Jin Oh Jin-Hyek Im Dong-Hyun Corea del Sur           | Gaël Prévost Jean-Charles Valladont Romain Girouille Francia | Michele Frangilli · Marco Galiazzo · Mauro Nespoli · Italia     |
| Arco compuesto individual (09.07) | Christopher Perkins · Canadá                                 | Jesse Broadwater Estados Unidos                              | Reo Wilde Estados Unidos                                        |
| Arco compuesto por equipo (09.07) | Jesse Broadwater Reo Wilde Braden Gellenthien Estados Unidos | Torben Johannessen Martin Damsbo Patrick Laursen Dinamarca   | Christopher Perkins · Simon Rousseau · Dietmar Trillus · Canadá |

### Femenino
| Evento                            | Oro                                                            | Plata                                                           | Bronce                                                         |
| --------------------------------- | -------------------------------------------------------------- | --------------------------------------------------------------- | -------------------------------------------------------------- |
| Arco recurvo individual (10.07)   | Denisse van Lamoen · Chile                                     | Kristine Esebua Georgia                                         | Fang Yuting China                                              |
| Arco recurvo por equipo (10.07)   | Natalia Valeeva · Guendalina Sartori · Jessica Tomasi · Italia | Deepika Kumari Laishram Bombayla Devi Chekrovolu Swuro India    | Han Gyeong-Hee Jung Dasomi Ki Bo-Bae Corea del Sur             |
| Arco compuesto individual (09.07) | Albina Loguinova · Rusia                                       | Pascale Lebecque Francia                                        | Erika Anschutz Estados Unidos                                  |
| Arco compuesto por equipo (09.07) | Jamie van Natta Erika Anschutz Christie Colin Estados Unidos   | Seyedeh-Vida Halimianavval Shabnam Sarlak Mahtab Parsamehr Irán | Luzmary Guédez · Olga Bosch · Ana Gabriela Mendoza · Venezuela |

### Mixto
| Evento                            | Oro                                      | Plata                                          | Bronce                                   |
| --------------------------------- | ---------------------------------------- | ---------------------------------------------- | ---------------------------------------- |
| Arco recurvo por equipo (10.07)   | Im Dong-Hyun Ki Bo-Bae Corea del Sur     | Juan René Serrano · Aída Román · México        | Laurence Godfrey Amy Oliver Reino Unido  |
| Arco compuesto por equipo (09.07) | Sergio Pagni · Marcella Tonioli · Italia | Peter Elzinga · Inge van Caspel · Países Bajos | Choi Yong-Hee Seok Ji-Hyun Corea del Sur |

## Medallero
| Núm. | País           | Oro | Plata | Bronce | Total |
| ---- | -------------- | --- | ----- | ------ | ----- |
| 1    | Corea del Sur  | 3   | 1     | 2      | 6     |
| 2    | Estados Unidos | 2   | 1     | 3      | 6     |
| 3    | Italia         | 2   | 0     | 1      | 3     |
| 4    | Canadá         | 1   | 0     | 1      | 2     |
| 5    | Chile          | 1   | 0     | 0      | 1     |
| 5    | Rusia          | 1   | 0     | 0      | 1     |
| 7    | Francia        | 0   | 2     | 0      | 2     |
| 8    | Dinamarca      | 0   | 1     | 0      | 1     |
| 8    | Georgia        | 0   | 1     | 0      | 1     |
| 8    | India          | 0   | 1     | 0      | 1     |
| 8    | Irán           | 0   | 1     | 0      | 1     |
| 8    | México         | 0   | 1     | 0      | 1     |
| 8    | Países Bajos   | 0   | 1     | 0      | 1     |
| 14   | China          | 0   | 0     | 1      | 1     |
| 14   | Reino Unido    | 0   | 0     | 1      | 1     |
| 14   | Venezuela      | 0   | 0     | 1      | 1     |
|      | TOTAL          | 10  | 10    | 10     | 30    |